# BNO-10-09 – A keringési rendszer betegségei
 A BNO-kódrendszer hivatalos nemzetközi forrása az Egészségügyi Világszervezet (WHO) honlapja; az ÁEEK által finanszírozott egészségügyi ellátások tekintetében az aeek.hu az irányadó!
Az alábbi hierarchia a nyomtatott magyar kiadásnak (BNO-10, 1995) felel meg.

## Heveny rheumás láz (I00-I02)
- I00 Rheumás láz a szív érintettségének említése nélkül
- I01 Rheumás láz a szív érintettségével
  - I01.0 Heveny rheumás szívburokgyulladás
  - I01.1 Heveny rheumás szívbelhártya-gyulladás
  - I01.2 Heveny rheumás szívizomgyulladás
  - I01.8 Egyéb heveny rheumás szívbetegség
  - I01.9 Heveny rheumás szívbetegség k.m.n.
- I02 Rheumás vitustánc (chorea)
  - I02.0 Vitustánc rheumás szívbetegséggel
  - I02.9 Vitustánc szívbetegség nélkül

## Idült rheumás szívbetegségek (I05-I09)
- I05 A mitrális billentyű rheumás betegségei
  - I05.0 Mitrális stenosis
  - I05.1 A mitrális billentyű rheumás elégtelensége
  - I05.2 Mitrális stenosis elégtelenséggel
  - I05.8 A mitrális billentyű egyéb betegségei
  - I05.9 A mitrális billentyű betegsége k.m.n.
- I06 Az aortabillentyű rheumás betegségei
  - I06.0 Rheumás aorta szűkület
  - I06.1 Rheumás aorta elégtelenség
  - I06.2 Rheumás aortaszűkület elégtelenséggel
  - I06.8 Egyéb rheumás aortabillentyű-betegségek
  - I06.9 Rheumás aortabillentyű-betegség k.m.n.
- I07 A tricuspidális billentyű rheumás betegségei
  - I07.0 Tricuspidális stenosis
  - I07.1 A tricuspidális billentyű elégtelensége
  - I07.2 Tricuspidális stenosis elégtelenséggel
  - I07.8 A tricuspidális billentyű egyéb betegségei
  - I07.9 A tricuspidális billentyű betegsége k.m.n.
- I08 Többszörös billentyűbetegségek
  - I08.0 A mitrális és az aortabillentyűk együttes rendellenességei
  - I08.1 A mitrális és a tricuspidális billentyűk együttes rendellenességei
  - I08.2 Az aorta- és a tricuspidális billentyűk együttes rendellenességei
  - I08.3 Az aorta-, mitrális és tricuspidális billentyűk kombinált rendellenességei
  - I08.8 Egyéb többszörös billentyűbetegségek
  - I08.9 Többszörös billentyűbetegség, k.m.n.
- I09 Egyéb rheumás szívbetegségek
  - I09.0 Rheumás szívizomgyulladás
  - I09.1 A szívbelhártya rheumás betegsége, a billentyű k.m.n.
  - I09.2 Idült rheumás szívburokgyulladás
  - I09.8 Egyéb meghatározott rheumás szívbetegségek
  - I09.9 Rheumás szívbetegség k.m.n.

## Magas vérnyomás (hypertensiv) betegségek (I10-I15)
- I10 Magasvérnyomás-betegség (elsődleges)
- I11 Hypertensiv szívbetegség
  - I11.0 Hypertensiv szívbetegség (congestiv) szívelégtelenséggel
  - I11.9 Hypertensiv szívbetegség (congestiv) szívelégtelenség nélkül
- I12 Hypertensiv vesebetegség
  - I12.0 Hypertensiv vesebetegség veseelégtelenséggel
  - I12.9 Hypertensiv vesebetegség, veseelégtelenség nélkül
- I13 Magasvérnyomás eredetű szív- és vesebetegség
  - I13.0 Hypertensiv szív- és vesebetegség (congestiv) szívelégtelenséggel
  - I13.1 Hypertensiv szív- és vesebetegség veseelégtelenséggel
  - I13.2 Hypertensiv szív- és vesebetegség (congestiv) szív- és veseelégtelenséggel
  - I13.9 Magasvérnyomás eredetű szív- és vesebetegség k.m.n.
- I15 Másodlagos hypertonia
  - I15.0 Renovasculáris hypertonia
  - I15.1 Egyéb vesebetegségekhez társuló másodlagos hypertonia
  - I15.2 Másodlagos hypertonia endokrin rendellenesség miatt
  - I15.8 Egyéb másodlagos hypertonia
  - I15.9 Másodlagos magasvérnyomás k.m.n.

## Ischaemiás szívbetegség(I20-I25)
- I20 Angina pectoris
  - I20.0 Instabil angina pectoris
  - I20.1 Angina pectoris bizonyított koszorúér spasmussal
  - I20.8 Angina pectoris egyéb formái
  - I20.9 Angina pectoris k.m.n.
- I21 Heveny szívizomelhalás
  - I21.0 Heveny elülső fali transmurális szívizomelhalás
  - I21.1 Heveny alsó fali transmurális szívizomelhalás
  - I21.2 Egyéb lokalizációjú heveny transmurális szívizomelhalás
  - I21.3 Heveny transmurális szívizomelhalás a lokalizáció megjelölése nélkül
  - I21.4 Heveny subendocardiális szívizomelhalás
  - I21.9 Heveny szívizomelhalás k.m.n.
- I22 Ismétlődő szívizomelhalás
  - I22.0 Ismétlődő elülső fali szívizomelhalás
  - I22.1 Ismétlődő alsó fali szívizomelhalás
  - I22.8 Ismétlődő szívizomelhalás egyéb lokalizációban
  - I22.9 Ismétlődő szívizomelhalás nem meghatározott helyen
- I23 Heveny szívizomelhalás kialakulását követő, ahhoz társuló bizonyos szövődmények
  - I23.0 Heveny szívizomelhalást követő haemopericardium, mint ahhoz társuló szövődmény
  - I23.1 Heveny szívizomelhalást követő pitvari sövénydefektus, mint ahhoz társuló szövődmény
  - I23.2 Heveny szívizomelhalást követő kamrai sövény defektus, mint ahhoz társuló szövődmény
  - I23.3 Heveny szívizomelhalást követő szívfalrepedés haemopericardium nélkül, mint ahhoz társuló szövődmény
  - I23.4 Heveny szívizomelhalást követő ínhúrruptura, mint ahhoz társuló szövődmény
  - I23.5 Heveny szívizomelhalást követő szemölcsizom ruptura, mint ahhoz társuló szövődmény
  - I23.6 Heveny szívizomelhalást követő pitvar-, fülcse- és kamrai thrombosis, mint ahhoz társuló szövődmény
  - I23.8 Heveny szívizomelhalást követő egyéb, ahhoz társuló szövődmények
- I24 Egyéb heveny ischaemiás szívbetegségek
  - I24.0 Szívkoszorúér-thrombosis, mely nem vezet szívizomelhaláshoz
  - I24.1 Dressler szindróma
  - I24.8 Az ischaemiás szívbetegség egyéb formái
  - I24.9 Heveny ischaemiás szívbetegség, k.m.n.
- I25 Idült ischaemiás szívbetegség
  - I25.0 Atherosclerotikusként megnevezett cardiovasculáris betegség
  - I25.1 Atheroscleroticus szívbetegség
  - I25.2 Régi szívizomelhalás
  - I25.3 Szívaneurysma
  - I25.4 Koszorúér-aneurysma
  - I25.5 Ischaemiás cardiomyopathia
  - I25.6 Néma szívizom-ischaemia
  - I25.8 Idült ischaemiás szívbetegség egyéb formái
  - I25.9 Idült ischaemiás szívbetegség k.m.n.

## Cor pulmonale és a tüdőkeringés betegségei (I26-I28)
- I26 Tüdőembólia
  - I26.0 Tüdőembólia heveny pulmonális szívbetegség említésével
  - I26.9 Tüdőembólia heveny cor pulmonale említése nélkül
- I27 Egyéb tüdőeredetű szívbetegségek
  - I27.0 Elsődleges pulmonalis hypertensio
  - I27.1 Kyphoscolioticus szívbetegség
  - I27.8 Egyéb meghatározott pulmonális szívbetegség
  - I27.9 Pulmonális szívbetegség k.m.n.
- I28 A tüdőerek egyéb betegségei
  - I28.0 A tüdőerek arteriovenosus fistulája
  - I28.1 Az arteria pulmonalis aneurysmája
  - I28.8 A tüdőerek egyéb meghatározott betegségei
  - I28.9 A tüdőerek egyéb betegsége k.m.n.

## A szívbetegség egyéb formái (I30-I52)
- I30 Heveny szívburokgyulladás
  - I30.0 Heveny aspecifikus idiopathiás pericarditis
  - I30.1 Fertőzéses szívburokgyulladás
  - I30.8 Heveny szívburokgyulladás egyéb formái
  - I30.9 Heveny szívburokgyulladás k.m.n.
- I31 A szívburok egyéb betegségei
  - I31.0 Idült adhaesiv szívburokgyulladás
  - I31.1 Idült constrictiv pericarditis
  - I31.2 Haemopericardium, m.n.o.
  - I31.3 Folyadék a szívburokban (nem gyulladásos)
  - I31.8 A szívburok egyéb meghatározott betegségei
  - I31.9 A szívburok betegsége, k.m.n.
- I32 Szívburokgyulladás máshová osztályozott betegségekben
  - I32.0 Szívburokgyulladás máshová osztályozott bakteriális betegségekben
  - I32.1 Szívburokgyulladás egyéb máshová osztályozott fertőző és parazitás betegségekben
  - I32.8 Szívburokgyulladás egyéb máshová osztályozott betegségekben
- I33 Heveny és félheveny szívbelhártyagyulladás
  - I33.0 Heveny és félheveny fertőzéses szívbelhártya-gyulladás
  - I33.9 Heveny szívbelhártya-gyulladás k.m.n.
- I34 A mitrális billentyű nem rheumás betegségei
  - I34.0 A mitrális billentyű elégtelensége
  - I34.1 A mitrális billentyű prolapsusa
  - I34.2 Mitrális (billentyű) stenosis, nem rheumás
  - I34.8 A mitrális billentyű egyéb, nem rheumás eredetű betegségei
  - I34.9 A mitrális billentyű nem rheumás eredetű betegsége k.m.n.
- I35 Az aortabillentyű nem rheumás betegségei
  - I35.0 Az aorta (billentyű) szűkülete
  - I35.1 Az aorta (billentyű) elégtelensége
  - I35.2 Aorta (billentyű) szűkület billentyűelégtelenséggel
  - I35.8 Az aortabillentyű egyéb rendellenességei
  - I35.9 Aortabillentyű rendellenesség k.m.n.
- I36 A tricuspidális billentyű nem rheumás rendellenességei
  - I36.0 A tricuspidális billentyű nem rheumás szűkülete
  - I36.1 A tricuspidális billentyű nem rheumás elégtelensége
  - I36.2 A tricuspidális billentyű nem rheumás szűkülete billentyűelégtelenséggel
  - I36.8 A tricuspidális billentyű egyéb, nem rheumás eredetű rendellenességei
  - I36.9 A tricuspidális billentyű nem rheumás eredetű rendellenessége, k.m.n.
- I37 A pulmonális billentyű rendellenességei
  - I37.0 A pulmonális billentyű szűkülete
  - I37.1 A pulmonális billentyű elégtelensége
  - I37.2 A pulmonális billentyű szűkülete elégtelenséggel
  - I37.8 A pulmonális billentyű egyéb meghatározott rendellenességei
  - I37.9 Pulmonális billentyű rendellenesség k.m.n.
- I38 Szívbelhártya-gyulladás, billentyű nem meghatározott
- I39 Szívbelhártyagyulladás és szívbillentyű rendellenességek máshová osztályozott betegségekben
  - I39.0 A mitrális billentyű rendellenességei máshová osztályozott betegségekben
  - I39.1 Az aortabillentyű rendellenességei máshová osztályozott betegségekben
  - I39.2 A tricuspidális billentyű rendellenességei máshová osztályozott betegségekben
  - I39.3 A pulmonális billentyű rendellenességei máshová osztályozott betegségekben
  - I39.4 Többszörös billentyű rendellenességek máshová osztályozott betegségekben
  - I39.8 Szívbelhártyagyulladás, billentyű k.m.n., máshová osztályozott betegségekben
- I40 Heveny szívizomgyulladás
  - I40.0 Fertőzéses szívizomgyulladás
  - I40.1 Izolált szívizomgyulladás
  - I40.8 Egyéb heveny szívizomgyulladás
  - I40.9 Heveny szívizomgyulladás k.m.n.
- I41 Szívizomgyulladás máshová osztályozott betegségekben
  - I41.0 Szívizomgyulladás máshová osztályozott bakteriális betegségekben
  - I41.1 Szívizomgyulladás máshová osztályozott vírusos betegségekben
  - I41.2 Szívizomgyulladás egyéb, máshová osztályozott fertőző és parazitás betegségekben
  - I41.8 Szívizomgyulladás egyéb máshová osztályozott betegségekben
- I42 Cardiomyopathia
  - I42.0 Dilatatív cardiomyopathia
  - I42.1 Hypertrophiás obstruktív cardiomyopathia
  - I42.2 Egyéb hypertrophiás cardiomyopathia
  - I42.3 Endomyocardiális (eosinophiliás) betegség
  - I42.4 Endocardiális fibroelastosis
  - I42.5 Egyéb restrictiv cardiomyopathia
  - I42.6 Alkoholos cardiomyopathia
  - I42.7 Gyógyszerek és egyéb külső tényezők okozta cardiomyopathia
  - I42.8 Egyéb cardiomyopathiák
  - I42.9 Cardiomyopathia k.m.n.
- I43 Cardiomyopathia máshová osztályozott betegségekben
  - I43.0 Cardiomyopathia máshová osztályozott fertőző és parazitás betegségekben
  - I43.1 Cardiomyopathia anyagcsere-betegségekben
  - I43.2 Cardiomyopathia táplálkozási betegségekben
  - I43.8 Cardiomyopathia egyéb, máshová osztályozott betegségekben
- I44 Pitvar-kamrai és bal Tavara-szár blokk
  - I44.0 Elsőfokú pitvar-kamrai blokk
  - I44.1 Másodfokú pitvar-kamrai blokk
  - I44.2 Teljes pitvar-kamrai blokk
  - I44.3 Egyéb és nem meghatározott pitvar-kamrai blokk, k.m.n.
  - I44.4 Bal elülső fasciculáris blokk
  - I44.5 Bal hátsó fasciculáris blokk
  - I44.6 Egyéb és nem meghatározott fasciculáris blokk
  - I44.7 Bal Tavara-szár blokk, k.m.n.
- I45 Egyéb ingervezetési zavarok
  - I45.0 Jobb Tavara-szár blokk
  - I45.1 Egyéb és nem meghatározott jobb Tavara-szár blokk
  - I45.2 Bifasciculáris blokk
  - I45.3 Trifasciculáris blokk
  - I45.4 Intraventriculáris blokk
  - I45.5 Egyéb meghatározott szívblokk
  - I45.6 Pre-excitációs szindróma
  - I45.8 Egyéb meghatározott ingervezetési zavarok
  - I45.9 Ingervezetési zavar, k.m.n.
- I46 Szívmegállás
  - I46.0 Szívmegállás sikeres újraélesztéssel
  - I46.1 Hirtelen szívhalál, így meghatározva
  - I46.9 Szívmegállás k.m.n.
- I47 Paroxysmalis tachycardia
  - I47.0 Re-entry kamrai arrythmia
  - I47.1 Supraventriculáris tachycardia
  - I47.2 Kamrai tachycardia
  - I47.9 Paroxysmális tachycardia, k.m.n.
- I48 Pitvari fibrillatio és flutter
- I49 Egyéb szívritmuszavarok
  - I49.0 Kamra fibrillatio és flutter
  - I49.1 Pitvari extrasystole
  - I49.2 Junctionális extrasystole
  - I49.3 Kamrai extrasystole
  - I49.4 Egyéb és nem meghatározott extrasystole
  - I49.5 Sick sinus syndroma
  - I49.8 Egyéb meghatározott szívritmuszavarok
  - I49.9 Szívritmuszavar k.m.n.
- I50 Szívelégtelenség
  - I50.0 Pangásos szívelégtelenség
  - I50.1 Balkamra elégtelenség
  - I50.9 Szívelégtelenség, k.m.n.
- I51 Szövődmények és rosszul meghatározott szívbetegségek
  - I51.0 Szerzett sövénydefektus
  - I51.1 Ínhúrszakadás, m.n.o.
  - I51.2 Szemölcsizom szakadás, m.n.o.
  - I51.3 Szívüregi thrombosis, m.n.o.
  - I51.4 Szívizomgyulladás, k.m.n.
  - I51.5 Szívizom-elfajulás
  - I51.6 Szív-érrendszeri betegség, k.m.n.
  - I51.7 Szívnagyobbodás
  - I51.8 Egyéb rosszul meghatározott szívbetegségek
  - I51.9 Szívbetegség k.m.n.
- I52 Egyéb szívrendellenességek máshova osztályozott betegségekben
  - I52.0 Egyéb szívrendellenességek máshová osztályozott bakteriális betegségekben
  - I52.1 Egyéb szívrendellenességek egyéb máshová osztályozott fertőző és parazitás betegségekben
  - I52.8 Egyéb szívrendellenességek egyéb máshová osztályozott betegségekben

## Cerebrovasculáris betegségek (I60-I69)
- I60 Pókhálóhártya alatti vérzés
  - I60.0 Subarachnoideális vérzés a carotis szifonból és bifucatioból
  - I60.1 Subarachnoideális vérzés az arteria cerebri mediából
  - I60.2 Subarachnoideális vérzés az arteria communicans anteriorból
  - I60.3 Subarachnoideális vérzés az arteria communicans posteriorból
  - I60.4 Subarachnoideális vérzés az arteria basilarisból
  - I60.5 Subarachnoideális vérzés az arteria vertebralisból
  - I60.6 Subarachnoideális vérzés egyéb koponyaűri artériákból
  - I60.7 Subarachnoideális vérzés k.m.n. koponyaűri artériából
  - I60.8 Egyéb subarachnoideális vérzés
  - I60.9 Subarachnoideális vérzés, k.m.n.
- I61 Agyállományi vérzés
  - I61.0 Agyállományi vérzés féltekében, subcorticalis
  - I61.1 Agyállományi vérzés féltekében, corticalis
  - I61.2 Agyállományi vérzés féltekében, k.m.n.
  - I61.3 Agyállományi vérzés agytörzsben
  - I61.4 Agyállományi vérzés kisagyban
  - I61.5 Agyállományi vérzés agykamrában
  - I61.6 Agyállományi vérzés több lokalizációban
  - I61.8 Agyállományi vérzés, egyéb
  - I61.9 Agyállományi vérzés, k.m.n.
- I62 Egyéb nem traumás koponyaűri vérzés
  - I62.0 Keményburok alatti (subdurális) vérzés (heveny)(nem-traumás)
  - I62.1 Extradurális vérzés
  - I62.9 Koponyaűri vérzés (nem-traumás) k.m.n.
- I63 Agyi infarktus
  - I63.0 Agyi infarktus a praecerebrális ütőerek rögösödése miatt
  - I63.1 Agyi infarktus a praecerebrális ütőerek embóliája miatt
  - I63.2 Agyi infarktus a praecerebrális ütőerek k.m.n. elzáródása vagy szűkülete következtében
  - I63.3 Agyi infarktus a cerebrális ütőerek rögösödése miatt
  - I63.4 Agyi infarktus a cerebrális ütőerek embóliája miatt
  - I63.5 Agyi infarktus a cerebrális ütőerek k.m.n. elzáródása vagy szűkülete következtében
  - I63.6 Agyi infarktus az agyi visszerek nem suppurativ rögösödése miatt
  - I63.8 Agyi infarktus, egyéb
  - I63.9 Agyi infarktus, k.m.n.
- I64 Szélütés (stroke) nem vérzésnek vagy infarktusnak minősítve
- I65 A praecerebrális artériák agyi infarktust nem okozó elzáródása és szűkülete
  - I65.0 Az arteria vertebralis elzáródása vagy szűkülete
  - I65.1 Az arteria basilaris elzáródása vagy szűkülete
  - I65.2 Az arteria carotis elzáródása vagy szűkülete
  - I65.3 A praecerebrális ütőerek többszörös vagy kétoldali elzáródása vagy szűkülete
  - I65.8 Egyéb praecerebrális ütőerek elzáródása vagy szűkülete
  - I65.9 K.m.n. praecerebrális ütőerek elzáródása és szűkülete
- I66 Az agyi artériák agyi infarktust nem okozó elzáródása és szűkülete
  - I66.0 Az arteria cerebri media elzáródása és szűkülete
  - I66.1 Az arteria cerebri anterior elzáródása és szűkülete
  - I66.2 Az arteria cerebri posterior elzáródása és szűkülete
  - I66.3 Az arteriae cerebellares elzáródása és szűkülete
  - I66.4 Több, ill. bilaterális agyi artéria elzáródása és szűkülete
  - I66.8 Egyéb agyi artériák elzáródása és szűkülete
  - I66.9 Nem meghatározott agyi artéria elzáródása és szűkülete
- I67 Egyéb cerebrovasculáris betegségek
  - I67.0 Agyi ütőerek nem-rupturált dissectiója
  - I67.1 Agyi aneurysma, nem-rupturált
  - I67.2 Agyi arteriosclerosis
  - I67.3 Progresszív vasculáris leukoencephalopathia
  - I67.4 Hypertensiv encephalopathia
  - I67.5 Moyamoya-betegség
  - I67.6 A koponyaűri vénás rendszer nem suppurativ rögösödése
  - I67.7 Agyi ütőérgyulladás, m.n.o.
  - I67.8 Egyéb, meghatározott cerebrovasculáris betegségek
  - I67.9 Cerebrovasculáris betegség, k.m.n.
- I68 Cerebrovasculáris rendellenességek máshova osztályozott betegségekben
  - I68.0 Agyi amyloid érbetegség
  - I68.1 Agyi ütőérgyulladás, máshova osztályozott fertőző és parazitás betegségekben
  - I68.2 Agyi ütőérgyulladás egyéb máshova osztályozott betegségekben
  - I68.8 Egyéb cerebrovasculáris rendellenességek máshova osztályozott betegségekben
- I69 Cerebrovasculáris betegségek következményei
  - I69.0 Pókhálóhártya alatti vérzés következményei
  - I69.1 Agyállományi vérzés következményei
  - I69.2 Egyéb, nem traumás koponyaűri vérzés következményei
  - I69.3 Agyi infarktus következményei
  - I69.4 Szélütés (stroke) nem vérzésként vagy infarktusként jelölt következményei
  - I69.8 Egyéb és k.m.n. cerebrovasculáris betegségek következményei

## Az artériák, arteriolák és hajszálerek betegségei (I70-I79)
- I70 Atherosclerosis
  - I70.0 Az aorta atherosclerosisa
  - I70.1 A veseütőér atherosclerosisa
  - I70.2 A végtagi ütőerek atherosclerosisa
  - I70.8 Egyéb ütőerek atherosclerosisa
  - I70.9 Általános és k.m.n. atherosclerosis
- I71 Aorta-aneurysma és dissectio
  - I71.0 Az aorta [bármely részének] dissectiója
  - I71.1 A mellkasi aorta aneurysmája, megrepedt
  - I71.2 A mellkasi aorta aneurysmája, repedés említése nélkül
  - I71.3 A hasi aorta aneurysmája, megrepedt
  - I71.4 A hasi aorta aneurysmája, repedés említése nélkül
  - I71.5 Thoracoabdominális aorta-aneurysma, megrepedt
  - I71.6 Thoracoabdominális aorta-aneurysma, repedés említése nélkül
  - I71.8 Aorta-aneurysma, k.m.n. lokalizációjú, megrepedt
  - I71.9 Aorta-aneurysma, k.m.n. lokalizációjú, repedés említése nélkül
- I72 Egyéb aneurysma
  - I72.0 Arteria carotis aneurysma
  - I72.1 A felső végtag ütőereinek aneurysmája
  - I72.2 Az arteria renalis aneurysmája
  - I72.3 Az arteria iliaca aneurysmája
  - I72.4 Az alsó végtag ütőereinek aneurysmája
  - I72.8 Egyéb, megnevezett ütőerek aneurysmája
  - I72.9 Nem jelölt lokalizációjú ütőér-aneurysma
- I73 Egyéb perifériás érbetegségek
  - I73.0 Raynaud szindróma
  - I73.1 Thrombangitis obliterans [Buerger]
  - I73.8 Egyéb, meghatározott perifériás érbetegségek
  - I73.9 Perifériás érbetegség, k.m.n.
- I74 Artériás embólia és thrombosis
  - I74.0 A hasi aorta embóliája és rögösödése
  - I74.1 Az aorta egyéb és nem megjelölt részeinek embóliája és rögösödése
  - I74.2 A felső végtag ütőereinek embóliája és rögösödése
  - I74.3 Az alsó végtag ütőereinek embóliája és rögösödése
  - I74.4 Végtagi ütőerek k.m.n. embóliája és rögösödése
  - I74.5 Az arteria iliaca embóliája és rögösödése
  - I74.8 Egyéb ütőerek embóliája és rögösödése
  - I74.9 K.m.n. ütőér embóliája és rögösödése
- I77 A artériák és arteriolák egyéb rendellenességei
  - I77.0 Arteriovenosus sipoly, szerzett
  - I77.1 Ütőérszűkület
  - I77.2 Ütőér repedés
  - I77.3 Az ütőér fibromusculáris dysplasiája
  - I77.4 Arteria coeliaca kompressziós szindróma
  - I77.5 Ütőér elhalás
  - I77.6 Arteritis, nem meghatározott
  - I77.8 Az artériák és arteriolák egyéb meghatározott rendellenességei
  - I77.9 Artériák és arteriolák rendellenessége k.m.n.
- I78 A hajszálerek betegségei
  - I78.0 Teleangiectasia hereditaria haemorrhagica
  - I78.1 Naevus (nem-daganatos)
  - I78.8 A hajszálerek egyéb betegségei
  - I78.9 A hajszálerek betegsége k.m.n.
- I79 Az artériák, arteriolák és hajszálerek rendellenességei máshova osztályozott betegségekben
  - I79.0 Aorta-aneurysma máshova osztályozott betegségekben
  - I79.1 Aortitis máshova osztályozott betegségekben
  - I79.2 Perifériás angiopathia máshova osztályozott betegségekben
  - I79.8 Az artériák, arteriolák és kapillárisok egyéb rendellenességei máshova osztályozott betegségekben

## A visszerek, nyirokerek és nyirokcsomók máshol nem osztályozott betegségei (I80-I89)
- I80 Phlebitis és thrombophlebitis
  - I80.0 Az alsó végtagok felületes vénáinak gyulladása és trombophlebitise
  - I80.1 A vena femoralis gyulladása és thrombophlebitise
  - I80.2 Az alsó végtagok mélyvénáinak gyulladása és thrombophlebitise
  - I80.3 Az alsó végtagok vénáinak gyulladása és thrombophlebitise k.m.n.
  - I80.8 Phlebitis és thrombophlebitis más helyeken
  - I80.9 Phlebitis és thrombophlebitis, nem meghatározott lokalizációjú
- I81 Kapuvéna thrombosis
- I82 Egyéb visszeres embólia és thrombosis
  - I82.0 Budd-Chiari szindróma
  - I82.1 Thrombophlebitis migrans
  - I82.2 A vena cava embóliája és thrombosisa
  - I82.3 A vesevéna embóliája és thrombosisa
  - I82.8 Egyéb meghatározott vénák embóliája és thrombosisa
  - I82.9 K.m.n. véna embóliája és thrombosisa
- I83 Az alsó végtag visszértágulatai
  - I83.0 Az alsó végtagok visszértágulatai fekéllyel
  - I83.1 Az alsó végtagok visszértágulatai gyulladással
  - I83.2 Az alsó végtagok visszértágulata, fekéllyel és gyulladással
  - I83.9 Az alsó végtagok visszértágulatai, fekély vagy gyulladás nélkül
- I84 Aranyér (nodus haemorrhoidalis)
  - I84.0 Belső, rögösödött aranyerek
  - I84.1 Belső aranyerek, egyéb szövődményekkel
  - I84.2 Belső aranyerek, szövődmény nélkül
  - I84.3 Külső, rögösödött aranyerek
  - I84.4 Külső aranyerek egyéb szövődményekkel
  - I84.5 Külső aranyerek szövődmény nélkül
  - I84.6 Maradvány aranyeres bőrfüggelékek
  - I84.7 Thrombotizált aranyerek k.m.n.
  - I84.8 K.m.n. aranyerek egyéb szövődményekkel
  - I84.9 Aranyerek, szövődmény nélkül, k.m.n.
- I85 Nyelőcső varicositás
  - I85.0 Nyelőcső varicositás vérzéssel
  - I85.9 Nyelőcső varicositás vérzés nélkül
- I86 Egyéb lokalizációjú varicositás
  - I86.0 Nyelv alatti varicositás
  - I86.1 Herezacskó varicositás
  - I86.2 Medencei varicositás
  - I86.3 Vulva varicositás
  - I86.4 Gyomor varicositás
  - I86.8 Varicositás egyéb meghatározott lokalizációban
- I87 A visszerek egyéb betegségei
  - I87.0 Visszérgyulladás utáni tünetegyüttes
  - I87.1 A visszerek kompressziója
  - I87.2 Vénás elégtelenség (idült)(perifériás)
  - I87.8 Egyéb meghatározott visszérbetegségek
  - I87.9 Visszérbetegség, k.m.n.
- I88 Nem specifikus nyirokcsomó-gyulladás
  - I88.0 Nem specifikus mesenteriális nyirokcsomó-gyulladás
  - I88.1 Idült nyirokcsomó-gyulladás, kivéve a mesenteriálist
  - I88.8 Egyéb nem specifikus nyirokcsomó-gyulladás
  - I88.9 Nem specifikus nyirokcsomó-gyulladás k.m.n.
- I89 A nyirokerek és nyirokcsomók egyéb nem fertőzéses rendellenességei
  - I89.0 Lymphoedema, m.n.o.
  - I89.1 Nyirokérgyulladás
  - I89.8 A nyirokerek és nyirokcsomók egyéb, meghatározott, nem fertőzéses eredetű betegségei
  - I89.9 A nyirokerek és nyirokcsomók egyéb nem fertőzéses rendellenessége k.m.n.

## A keringési rendszer egyéb, nem meghatározott betegségei (I95-I99)
- I95 Alacsony vérnyomás
  - I95.0 Idiopathiás hypotensio
  - I95.1 Orthostaticus hypotensio
  - I95.2 Gyógyszer okozta alacsony vérnyomás
  - I95.8 Egyéb hypotensio
  - I95.9 Alacsony vérnyomás k.m.n.
- I97 A keringési rendszer beavatkozást követő rendellenességei, m.n.o.
  - I97.0 Postcardiotomiás szindróma
  - I97.1 Szívműtét utáni egyéb funkcionális zavarok
  - I97.2 Emlőeltávolítás utáni nyirokpangás-szindróma
  - I97.8 A keringési rendszer egyéb, beavatkozások utáni rendellenességei m.n.o.
  - I97.9 A keringési rendszer beavatkozás utáni rendellenessége k.m.n.
- I98 A keringési rendszer egyéb rendellenességei máshová osztályozott betegségekben
  - I98.0 Szív és érrendszeri szifilisz
  - I98.1 Szív és érrendszeri rendellenességek máshová osztályozott fertőző és parazitás betegségekben
  - I98.2 Nyelőcső varicositás máshová osztályozott betegségekben
  - I98.8 A keringési rendszer egyéb meghatározott rendellenességei máshová osztályozott betegségekben
- I99 A keringési rendszer egyéb és nem meghatározott rendellenességei

| Sorszám | Főcsoport                                                                                                | BNO kódok |
| ------- | --- | --------- |
| 01      | BNO-10-01 – Fertőző és parazitás betegségek                                                              | A00–B99   |
| 02      | BNO-10-02 – Daganatok                                                                                    | C00–D48   |
| 03      | BNO-10-03 – A vér és a vérképző szervek betegségei és az immunrendszert érintő bizonyos rendellenességek | D50–D89   |
| 04      | BNO-10-04 – Endokrin, táplálkozási és anyagcsere betegségek                                              | E00–E90   |
| 05      | BNO-10-05 – Mentális és viselkedészavarok                                                                | F00–F99   |
| 06      | BNO-10-06 – Az idegrendszer betegségei                                                                   | G00–G99   |
| 07      | BNO-10-07 – A szem és függelékeinek betegségei                                                           | H00–H59   |
| 08      | BNO-10-08 – A fül és a csecsnyúlvány megbetegedései                                                      | H60–H95   |
| 09      | BNO-10-09 – A keringési rendszer betegségei                                                              | I00–I99   |
| 10      | BNO-10-10 – A légzőrendszer betegségei                                                                   | J00–J99   |
| 11      | BNO-10-11 – Az emésztőrendszer betegségei                                                                | K00–K93   |
| 12      | BNO-10-12 – A bőr és bőralatti szövet betegségei                                                         | L00–L99   |
| 13      | BNO-10-13 – A csont-izomrendszer és kötőszövet betegségei                                                | M00–M99   |
| 14      | BNO-10-14 – Az urogenitális rendszer megbetegedései                                                      | N00–N99   |
| 15      | BNO-10-15 – Terhesség, szülés és a gyermekágy                                                            | O00–O99   |
| 16      | BNO-10-16 – A perinatális szakban keletkező bizonyos állapotok                                           | P00–P96   |
| 17      | BNO-10-17 – Veleszületett rendellenességek, deformitások és kromoszómaabnormitások                       | Q00–Q99   |
| 18      | BNO-10-18 – Máshova nem osztályozott panaszok, tünetek és kóros klinikai és laboratóriumi leletek        | R00–R99   |
| 19      | BNO-10-19 – Sérülés, mérgezés és külső okok bizonyos egyéb következményei                                | S00–T98   |
| 20      | BNO-10-20 – A morbiditás és mortalitás külső okai                                                        | V01–Y98   |
| 21      | BNO-10-21 – Az egészségi állapotot és egészségügyi szolgálatokkal való kapcsolatot befolyásoló tényezők  | Z00–Z99   |
| (22)    | BNO-10-22 – Speciális kódok                                                                              | U00–U99   |